# Epilineutes
Epilineutes is een spinnengeslacht uit de familie Parapluspinnen (Theridiosomatidae).

## Soorten
- Epilineutes globosus (O. P.-Cambridge, 1896)